# Сјангјанг
Сјангјанг (襄樊) град је у Кини у покрајини Хубеј. Према процени из 2009. у граду је живело 466.665 становника.

## Становништво
Према процени, у граду је 2009. живело 466.665 становника.
| 1990.   | 2000. | 2009    |
| ------- | ----- | ------- |
| 405.493 | …     | 466.665 |